# واخضرت الأرض (رواية)
واخضرت الأرض(بالنرويجية: Markens Grøde) هو رواية كتبها الأديب النرويجي كنوت هامسون، نُشرت لأول مرة عام 1917. وقد حققت نجاحًا كبيرًا عند صدورها، مما أعاد إحياء المسيرة الأدبية للكاتب، الذي نال لاحقًا جائزة نوبل في الآداب عام 1920. وفي عام 1937، صدرت ترجمة فرنسية للرواية بعنوان "L'Éveil de la glèbe"، أنجزها جان بيتيتوغينان، ونشرتها دار فلاماريون.

## نبذة عن الرواية
تدور الرواية حول إسَاك سيلانرا، فلاح بسيط يختار الحياة في منطقة جبلية نائية شمال النرويج، حيث يبدأ في استصلاح الأرض وبناء حياة جديدة من خلال العمل الجاد والاتصال بالطبيعة. تعكس الرواية فلسفة هامسون المتمحورة حول القيمة الروحية والعملية للزراعة، في مواجهة مظاهر التمدن والحداثة، وقد ساهمت في فوز الكاتب بجائزة نوبل للآداب سنة 1920. بأسلوبه التأملي والواقعي، يصوّر هامسون علاقة الإنسان بالأرض كمصدر للهوية والمعنى، ويُبرز من خلال سرد تقليدي وجمالي توترًا خفيًا بين البساطة الريفية والتعقيدات الاجتماعية الحديثة.

## الأسلوب
يتميز أسلوب رواية واخضرت الأرض (Markens Grøde) للكاتب كنوت هامسون بالبساطة والعمق التأملي، حيث يجمع بين الواقعية الريفية والرمزية الفلسفية. يستخدم هامسون لغة مباشرة خالية من الزخرفة، لكنه يُغني النص بتفاصيل دقيقة عن الطبيعة والعمل اليومي، مما يُضفي على الرواية طابعًا حميميًا وإنسانيًا. يُبرز الكاتب من خلال الوصف الحسي والتكرار الإيقاعي مشاعر العزلة، والارتباط بالأرض، والبحث عن المعنى، كما يعتمد على الراوي الموضوعي الذي ينقل الأحداث دون تدخل مباشر، مما يمنح القارئ مساحة للتأمل. يُعد هذا الأسلوب امتدادًا لتيار الواقعية الجديدة والرمزية الهادئة التي تميز بها هامسون في أعماله، ويُظهر قدرة فريدة على تصوير التوتر بين البساطة الريفية وتعقيدات المجتمع الحديث

## التكيف
واخضرت الأرض هو فيلم صدر عام 1921 مقتبس من رواية للمخرج Gunnar Sommerfeldt .